# 50HEARTS
50HEARTS（フィフティーハーツ）は2016年に名古屋で結成された音楽プロジェクト。
創世記から人々のルーツとして受け継がれてきた故事の情景にスポットを当て、各作品の主人公が体験する一部始終を英語で綴られる詩とメロディ、サウンド、映像、グラフィック、小説など、さまざまな形で表現する総合音楽プロジェクト。

## メンバー
- JOSUKE SATO(佐藤 丈亮)
50HEARTSプロジェクトのプロデューサー、シンガーソングライター。幼稚園から中学校まで15年間インターナショナルスクールで育ってきた背景から、さまざまな国の宗教や歴史から影響を受けており、本プロジェクトの世界観にも通じている。50HEARTSでの活動とは別に、メンズアパレルブランドのイメージモデルや、Web制作会社（株式会社アートリー）の代表取締役も務めている。
- MASAKI FURUICHI(古市 将揮)
楽曲演奏とグラフィック制作の二つの役割をあわせ持つ。ジャケットやメインビジュアル、サウンド面ではギターパートとリズムを主に手がける。
- TORU NOZAKI(野嵜 徹)
サウンドパフォーマンスを通して、繊細な音色と迫力あるサウンドで物語の描写を投影する。サウンド面ではギターパートやピアノを主に手がける。
- HIROKI KOIDE(小出 浩貴)
映像作家、映像クリエーター。撮影から編集を手掛ける。現在は株式会社FluxStudio代表取締役社長。
- TETSURO GAMO(蒲生 徹郎)
著作家、ライター、ブロガー。月10万アクセス以上を超える複数のコンテンツを自ら執筆しながら運営する。オーストラリアと台湾に住んでいた経験から日本語だけでなく英語、中国語の執筆も行っている。

## 概要
2016年 JOSUKE SATOを中心に結成。

## 作品

### シングル
- Infaded（2016年2月27日）
- Blooming Eden（2016年8月22日）